# Корниенко, Виктор Павлович
Ви́ктор Па́влович Корние́нко (1913—1964) — советский горный инженер, начальник шахты имени Сталина комбината «Молотовуголь», Герой Социалистического Труда.

## Биография
Родился в 1913 году в шахтерском поселке на территории современной Луганской области Украины. Окончил школу-семилетку.
В 1927 году пришел работать на шахту № 12 «Брянка», овладел несколькими шахтерскими профессиями: был лампоносом, коногоном, крепильщиком, десятником. В 1933 году окончил Кадиевский горный техникум, с этого времени работал на руководящих должностях.
Шесть лет руководил участками на шахтах Донбасса: № 1 «Гришинская» и № 1 имени Челюскинцев. В 1939 году, как уже опытный и хорошо зарекомендовавший себя техник, был назначен начальником шахты имени Димитрова треста «Красноармейскуголь». За короткое время вывел шахту в передовые, был награждён орденом Ленина.
С началом Великой Отечественной войны был эвакуирован на восток. В декабре 1941 года был назначен начальником шахты № 2 Гусиноозерского рудоуправления (Бурятия). В 1943 году был переведен в Кизеловский угольный бассейн Пермской области. Вначале работал начальником шахты имени Урицкого, а в 1945 году стал начальником шахты имени Сталина.
В первые послевоенные годы на шахте резко увеличился фронт горных работ, широко внедрялась механизация трудоемких процессов. Шахта работала бесперебойно, наращивая сверхплановую добычу: в 1946 году план угледобычи был выполнен на 103,2 % и план подготовительных работ на 105,4 %, в 1947 году — на 102,8 % и 120,4 %, в 1948 году — на 106,8 % и 125,7 %.
Указом Президиума Верховного Совета СССР от 28 августа 1948 года за выдающиеся успехи в деле увеличения добычи угля, восстановления и строительства угольных шахт и внедрение передовых методов работы, обеспечивающих значительный рост производительности труда Корниенко Виктору Павловичу присвоено звание Героя Социалистического Труда с вручением ордена Ленина и золотой медали «Серп и Молот».
К 1950 году на шахте добывалось в два раза больше угля, чем десять лет назад.
В Кизеле проработал до 1954 года, потом вернулся в родной Донбасс. Там возглавлял крупные шахты, трест и по-прежнему пользовался уважением и авторитетом как опытный руководитель.
Скончался в 1964 году.
Награждён тремя орденами Ленина, медалями.